# Miltochrista orientalis
Miltochrista orientalis là một loài bướm đêm thuộc phân họ Arctiinae, họ Erebidae.